# Hii-kawa
Le fleuve Hii (斐伊川, Hii-kawa) est un cours d'eau qui traverse les préfectures de Shimane et Tottori, au Japon.

## Hydronymie
Autrefois, sur les pentes du mont Sentsū, dans la province d'Izumo, la production d'acier et de fer dans des bas fourneaux traditionnels, appelés tatara, engendrait le rejet de sédiments chargés d'oxides de fer, conférant une couleur rouge feu aux eaux de cours d'eau locaux. Le plus important de ceux-ci était nommé le « fleuve de feu » (火の川, Hino-kawa). Par la suite, l'écriture de cet hydronyme a été modifiée en fleuve Hii (斐伊川, Hii-kawa),.

## Géographie
Long de 153 km, le fleuve Hii s'écoule principalement dans l'Est de la préfecture de Shimane, sur l'île de Honshū, au Japon. Il prend sa source sur les pentes du versant nord du mont Sentsū (1 142 m), situé à la limite des bourgs de Nichinan dans la préfecture de Tottori et Okuizumo dans la préfecture de Shimane,. Son parcours traverse Okuizumo, d'est en ouest, Unnan, d'est en nord-ouest, le nord-est d'Izumo, les lacs Shinji puis Nakaumi, avant d'atteindre son embouchure, en mer du Japon, entre le nord-est de Matsue et le nord de Sakaiminato (préfecture de Tottori).
Le bassin versant du fleuve Hii s'étend sur 2 070 km2, dont 86 dans la préfecture de Tottori (sur les territoires de Sakaiminato et d'Yonago). Celle-ci est estimée à 2 540 km2 lorsqu'on inclut le bassin du fleuve Kando (ja) qui, long d'environ 80 km, prend sa source au mont Mengame (830 m)), traverse le bourg d'Iinan puis Izumo, du sud au nord-ouest, et rejoint son embouchure, en baie de Taisha, le littoral ouest de la péninsule de Shimane (ja),. Le fleuve Hii est relié au cours inférieur du fleuve Kando par un canal de contrôle des inondations, dans le Nord d'Izumo.

## Catastrophes naturelles

### Inondations de 1972
En juillet 1972, durant la saison des pluies en Asie orientale, un front météorologique engendre des pluies torrentielles qui provoquent le débordement du lac Shinji et du fleuve Hii. Dans le bassin versant du cours d'eau, 24 953 habitations sont endommagées et douze personnes sont retrouvées mortes. Le long du fleuve Kando, 1 300 maisons sont inondées.

## Légende
Selon une légende originaire de la province d'Izumo, Yamata-no-Orochi, un monstre de la mythologie japonaise, aurait vécu sur les bords d'un cours d'eau, le Hi-kawa, qui ne serait autre que le fleuve Hii,.